# بلز (تگزاس)
بلز، تگزاس(به انگلیسی: Bells, Texas) شهری در ایالت تگزاس از ایالات جنوبی ایالات متحده آمریکا است. در سرشماری سال ۲۰۰۰، جمعیت این شهر ۱۱۹۰ نفر اعلام شد.